# Harold Davis (football)
Pour les articles homonymes, voir Harold Davis et Davis.
Harold Davis est un footballeur puis entraîneur écossais, né le 10 mai 1933 à Cupar (Fife, Écosse) et mort le 26 juin 2018.
Évoluant au poste de milieu de terrain, il est particulièrement connu pour ses saisons aux Rangers. Il fait partie du Rangers FC Hall of Fame.

## Biographie

### Carrière de joueur
Harold Davis commença sa carrière à East Fife sous les ordres de Scot Symon. Il s'imposa rapidement comme un joueur-clé de l'effectif, notamment grâce à ses qualités de pressing et de tacle. Néanmoins, en 1951, il dut satisfaire aux obligations du service militaire et se retrouva affecté au Black Watch. Il combattit avec son bataillon lors de la Guerre de Corée et y fut sérieusement blessé, ce qui l'obligea par la suite à passer deux années hospitalisé.
Lors de sa rééducation, il fut pris en charge par David Kinnear (en), physiothérapeute à la fois en hôpital et au sein des Rangers dont il était un ancien joueur. De sa propre initiative, il recommanda Davis à l'entraîneur du club qui n'était autre que Scot Symon, l'ancien entraîneur de ses débuts à East Fife. Celui-ci l'engagea dès qu'il fut apte à rejouer.
Il resta aux Rangers 8 saisons, jouant 261 matches officiels pour 13 buts inscrits (dont 168 matches et 8 buts en championnat). Il faisait partie de l'équipe qui atteignit la finale de la toute première édition de la Coupe d'Europe des vainqueurs de coupes en 1961 perdue contre la Fiorentina. 
Il quitta les Rangers en 1964 pour une dernière saison à Partick Thistle.

### Carrière d'entraîneur
Dès sa retraite de joueur, Harold Davis se reconvertit comme entraîneur et prit en main Queen's Park pour 3 saisons. Il rejoignit ensuite l'encadrement technique des Rangers, comme adjoint de l'entraîneur David White (en). Néanmoins, à la suite du changement d'entraîneur, William Waddell qui dirigeait maintenant l'équipe, ne garda les adjoints en place qu'une seule saison avant de les renvoyer durant l'été 1970 pour choisir Jock Wallace comme nouvel adjoint.
Davis repartit alors sur un poste d'entraîneur et dirigea Queen of the South mais l'expérience ne dura qu'une saison et il fut remplacé par Jim Easton (en). Il rejoignit ensuite de nouveau David White comme adjoint lors de son passage à Dundee.

## Palmarès

### Comme joueur
- Rangers :
  - 4 titres de champion d'Écosse en 1956-57, 1958-59, 1960-61 et 1962-63
  - 1 Coupe d'Écosse en 1962
  - 2 Coupes de la Ligue écossaise en 1961 et 1962
  - Finaliste de la Coupe d'Europe des vainqueurs de coupes en 1961